# تشو شي
تشو شي (بالصينية: 朱熹) كان فيلسوفا كونفوشيا جديدا في الصين في القرن الثاني عشر (عاش 1130-1200 م). أفكاره أسست الكونفوشية الجديدة التي سادت في الصين حتى ثورة شينخاي عام 1911 م. الكونفوشية الجديدة ضمت أفكارا من الكونفوشية والبوذية والطاوية. الكتب لكونفوشيوس ومنسيوس التي حررها وعلق بها أصبحت جزءا من الامتحان الرسمي لإمبراطورية الصين.

## روابط خارجية
- تشو شي على موقع الموسوعة البريطانية (الإنجليزية)